# Anticarsia costalis
Anticarsia costalis là một loài bướm đêm trong họ Erebidae.